# Phyllaristomyia fiebrigi
Phyllaristomyia fiebrigi là một loài ruồi trong họ Tachinidae.